# Stefan Ignaszak
Stefan Ignaszak, ps. Nordyk, Drozd, Pegaz, porucznik Norbert vel  Edmund Porazik, Stefan Ignatowicz, Norbert Wojewódzki (ur. 30 listopada 1911 w Börnig koło Dortmundu, zm. 8 stycznia 2005 w Poznaniu) – podpułkownik Wojska Polskiego, cichociemny, oficer Armii Krajowej, uczestnik powstania warszawskiego. Znajomość języków: niemiecki. Zwykły Znak Spadochronowy nr 1719.

## Życiorys

### Dzieciństwo, młodość
Stefan Ignaszak był synem Antoniego – pracownika leśnego z Wielkopolski, który w 1906 wyemigrował „za chlebem” do Westfalii. Po odzyskaniu przez Polskę niepodległości cała rodzina powróciła do ojczyzny. Uczył się w szkole powszechnej, następnie w Państwowym Gimnazjum Humanistycznym w Środzie Wielkopolskiej, gdzie w 1931 zdał egzamin dojrzałości.
Od 16 sierpnia 1931 do 30 czerwca 1932 słuchacz Szkoły Podchorążych Rezerwy Kawalerii w Grudziądzu. Po ukończeniu szkoły odbył praktykę w 17 pułku Ułanów Wielkopolskich w Lesznie. Po zakończeniu służby wojskowej rozpoczął studia na Wydziale Prawa Uniwersytetu Poznańskiego. Po studiach pracował m.in. jako aplikant referendarski w Urzędzie Wojewódzkim w Poznaniu, następnie jako kierownik referatu administracyjno-prawnego w Starostwie Powiatowym w Kaliszu.

### II wojna światowa
W kampanii wrześniowej 1939 zmobilizowany 31 sierpnia 1939 jako dowódca plutonu zwiadu Ośrodka Zapasowego 14 Wielkopolskiej Dywizji Piechoty. Od 7 września jako dowódca plutonu batalionu ppłk Stefana Górnisiewicza w  Grupie „Kowel” płk. Leona Koca, Od 27 września w Grupie Operacyjnej płk. dypl. Tadeusza Zieleniewskiego uczestniczył w zwycięskich potyczkach z Niemcami pod Dzwolą i Janowem Lubelskim. W nocy 30 września / 1 października 1939 uczestniczył w walkach z sowiecką kolumną zmotoryzowaną w rejonie wsi Momoty.
Po zakończeniu walk dotarł do Lwowa, przez Kołomyję zamierzał przejść do Rumunii. W rejonie Kosowa aresztowany przez NKWD pod fałszywą tożsamością Edmund Porazik. Po zwolnieniu 24 grudnia 1939 przekroczył granicę z Rumunią, aresztowany, następnie internowany w Buzau. Uciekł, ze Splitu statkiem „Patris” 24 lutego 1940 dotarł do Marsylii (Francja). Wstąpił do Polskich Sił Zbrojnych. Po upadku Francji ewakuowany ze St. Nazaire, 22 czerwca 1940 dotarł do Plymouth (Wielka Brytania). Po pobycie w Liverpoolu, następnie w Crawford, przydzielony jako dowódca plutonu 2 szwadronu 10 Pułku Strzelców Konnych 10 Brygady Kawalerii Pancernej.
Zgłosił się do służby w kraju, przeszkolony ze specjalnością w wywiadzie na kursach specjalnych dla kandydatów na cichociemnych, m.in.: Oficerski Kurs Doskonalący Administracji Wojskowej (kamuflaż polskiej szkoły wywiadu), spadochronowym, walki konspiracyjnej, odprawowym (STS 43, Audley End), i in. Zaprzysiężony na  rotę ZWZ/AK 29 grudnia 1942, awansowany na stopień porucznika ze starszeństwem od 1 stycznia 1943.
Skoczył ze spadochronem do Polski w nocy 13/14 marca 1943, w sezonie operacyjnym „Intonacja”, w operacji „Window”, z samolotu Halifax HR-666 „E” (138 Dywizjon RAF), na placówkę odbiorczą „Żbik” 605 (kryptonim polski, brytyjskie oznaczenie numerowe pinpoints), w okolicach miejscowości Lelów, 8 km od Koniecpola. Razem z nim skoczyli: por. Antoni Chmielowski ps. Wołk, ppor. Stefan Jasieński ps. Alfa, ppor. Władysław Maksyś ps. Azot.
Po skoku aklimatyzacja do realiów okupacyjnych, następnie  przydzielony do Oddziału II (wywiad, kontrwywiad)  Komendy Głównej AK, jako inspektor sieci wywiadowczych ekspozytury wywiadu ofensywnego „Lombard”. Zorganizował dwanaście sieci wywiadowczych, m.in. „Bałtyk” – L104, „Wojciech”, „Kozłowski” (Poznań), „Czarniecki” (poznańskie i Niemcy), „Bałtyk 301”, „Bałtyk 302”, „Bałtyk 303” (porty Pomorza), „Tyszka” (Szczecin), „Deza” (Toruń, Gdynia, Elbląg), „Jakub” (Wrocław),  „Klimont” (Pustków, Blizne, Sarnaki), „Quadrat” (Austria).
Kierował rozpracowywaniem niemieckiego przemysłu zbrojeniowego na terenie III Rzeszy oraz Generalnego Gubernatorstwa. Dzięki pomocy swojego informatora Romana Trägera ps. As, T-2, Junior, służącego w Wermachcie, pozyskał informacje dotyczące m.in. produkcji rakiet V-1 i V-2 w ośrodku doświadczalnym broni rakietowej w Peenemünde. Przekazał dane umożliwiające aliantom zbombardowanie tego ośrodka, a także fabryki koncernu Focke – Wulfa w Cottbus, lotniska w Krzesinach pod Poznaniem, fabryki benzyny syntetycznej w Policach koło Szczecina. Osobiście rozpracowywał tereny doświadczeń nad nową bronią III Rzeszy w Pustkowie, Blizne. Zdobył mapę SS Truppenubungsplatz Blizne, wykonał zdjęcia rakiety V2, która nie wybuchając wylądowała w pobliżu wsi Mężenin (koło Sarnak), zdjęcia krateru po wybuchu rakiety V2, zdobył jej części (turbiny, dysze, sprężarki), oraz próbki paliwa – nadtlenku wodoru. Pozyskane informacje oraz części rakiety V-2 (A-4) przekazano do Wielkiej Brytanii podczas operacji Wildhorn III (Most 3).
W powstaniu warszawskim walczył jako oficer informacyjny, następnie dowódca plutonu rozpoznawczego 3 Batalionu Pancernego VI Zgrupowania AK mjr Stefana Golędzinowskiego ps. Golski, walczącego w rejonie Pola Mokotowskiego oraz ulic Polnej i Noakowskiego. 21 września 1944 został awansowany na stopień rotmistrza, 29 września 1944 odznaczony Krzyżem Walecznych, następnie 1 października 1944 odznaczony Srebrnym Krzyżem Zasługi z Mieczami.

### Okres powojenny
Pozostał w konspiracji, działał Delegaturze Sił Zbrojnych na Kraj, od lutego do czerwca 1945 kierował w Bydgoszczy komórką wywiadowczą pod kryptonimem „Karo”.  7 listopada 1945 aresztowany pod fałszywa tożsamością Stefan Ignatowicz wraz z żoną oraz członkami komórki przez UB. Oskarżony o  przynależność do nielegalnej organizacji, usiłowanie obalenia ustroju oraz prowadzenie działalności szpiegowskiej. 12 sierpnia 1946 przez Wojskowy Sąd Rejonowy w Warszawie skazany na śmierć za prowadzenie działalności wywiadowczej. 30 sierpnia 1946 Najwyższy Sąd Wojskowy utrzymał wyrok. Członków grupy skazano na 15 lat więzienia. 17 września 1946 decyzją Bieruta wyrok zmniejszono do dziesięciu lat więzienia, od 5 grudnia 1946 osadzony w więzieniu we Wronkach. Po amnestii z maja 1947 wyrok zmniejszono do pięciu lat. Zwolniony z więzienia we Wronkach 12 sierpnia 1951. Dopiero 16 września 1991 Sąd Warszawskiego Okręgu Wojskowego w Warszawie unieważnił te wyroki.
Prześladowany przez UB nie mógł znaleźć pracy, dorywczo pracował m.in. przy wywozie drewna z lasu. Od 1952 pracował jako kierownik transportu w Rejonie Lasów Państwowych w Poznaniu, a później m.in. jako radca prawny w Koninie. Był współzałożycielem Światowego Związku Żołnierzy Armii Krajowej. Mieszkał na Łazarzu przy ulicy Hetmańskiej. Był przyjacielem Szkoły Podstawowej im. gen. Stefana Roweckiego „Grota” w Koziegłowach. Wystąpił w filmie dokumentalnym pt. Cichociemni z 1989. 
Zmarł 8 stycznia 2005 w Poznaniu, pochowany 15 stycznia 2005 w Alei Zasłużonych na Cmentarzu na Junikowie (pole 5, kwatera AK, grób rodzinny).
Stefan Ignaszak stracił w czasie II wojny światowej dwóch braci: Antoni zginął w tragicznym wypadku jako lotnik w Wielkiej Brytanii, a Feliks – żołnierz AK – zginął w obozie koncentracyjnym Groß-Rosen.

## Upamiętnienie

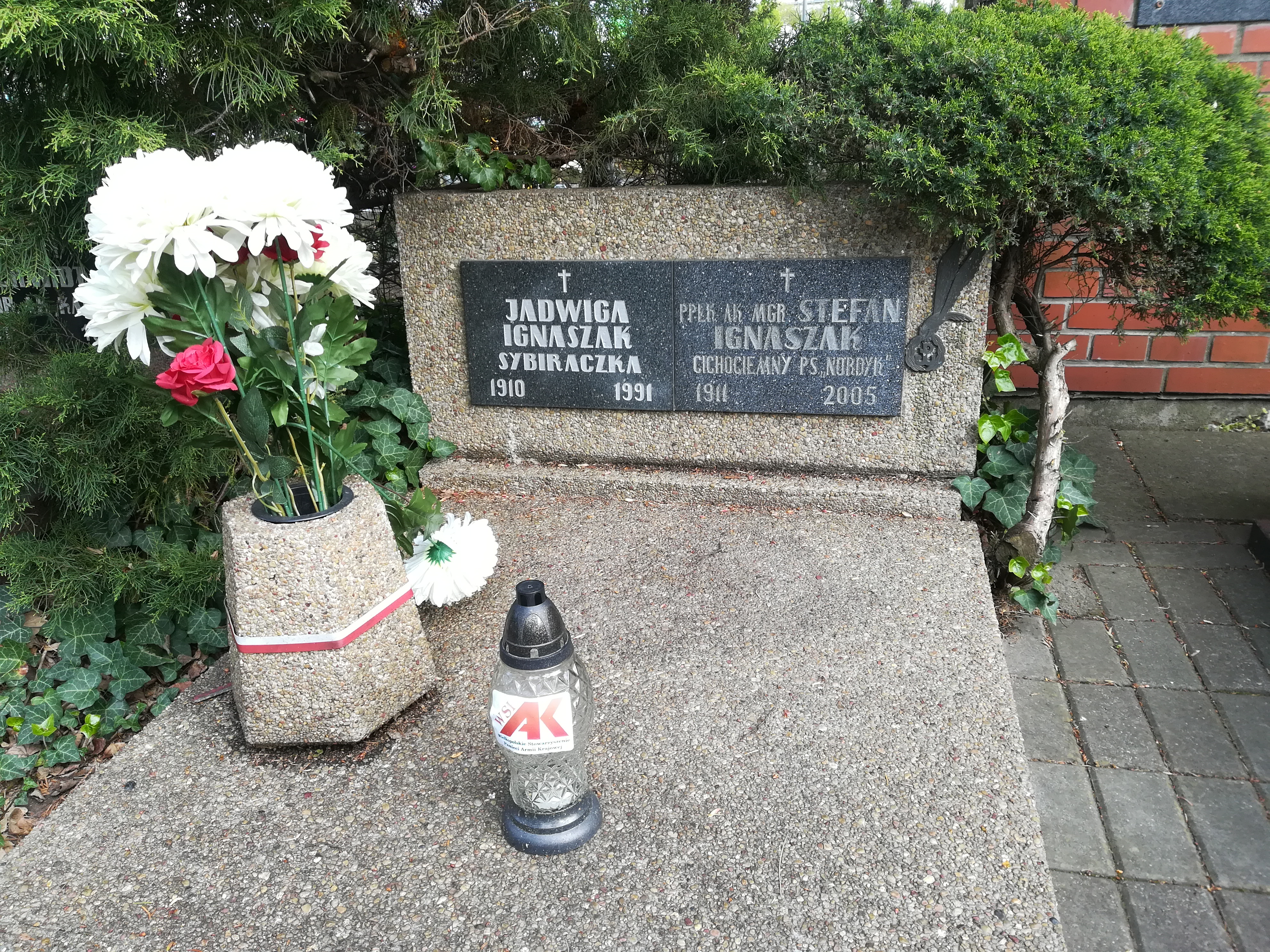
Grób na cmentarzu Junikowskim

19 października 2005 Izbie Pamięci Gimnazjum Nr 1 w Środzie Wielkopolskie nadano imię podpułkownika Stefana Ignaszaka. Odsłonięcia pamiątkowej tablicy dokonał syn Stefana Ignaszaka – Marek.
4 stycznia 2006 na murze za pomnikiem ks. Jerzego Popiełuszki przy kościele Matki Boskiej Bolesnej w Poznaniu odsłonięta została tablica pamiątkowa poświęcona ppłk. Stefanowi Ignaszakowi.

## Awanse
- plutonowy podchorąży – 30 czerwca 1932
- podporucznik – ze starszeństwem z dniem 1 stycznia 1936 i 21 lokatą
- porucznik – 14 marca 1943 (z chwilą lądowania w okupowanym kraju)
- rotmistrz – ze starszeństwem z dniem 21 września 1944
- major – 29 października 1992
- podpułkownik – 27 lipca 1998

## Ordery i odznaczenia
- Krzyż Srebrny Orderu Wojennego Virtuti Militari (28 sierpnia 1944) nr 12466[8]
- Krzyż Walecznych
- Srebrny Krzyż Zasługi z Mieczami
- Warszawski Krzyż Powstańczy